# Aitone I d'Armenia
Aitone I d'Armenia anche Hetoum, Hethoum, Hethum, Het'um o Hayton ( Հեթում Ա ; 1215 – 28 ottobre 1270) fu re della Piccola Armenia dal 1226 al 1270.
Figlio di Costantino signore di Barbaron e Partzapert (cugino di terzo grado di Leone II) e della Principessa Alix Pahlavouni di Lampron, fu il primo della sua famiglia a salire al trono e diede il nome alla dinastia degli Hetumidi.

## Biografia

### Famiglia
Il padre di Aitone, Constantino, era stato reggente della giovane regina Isabella d'Armenia che sposò, in prime nozze, Filippo d'Antiochia (1222-1225), figlio di Boemondo. Constantino, però, lo fece eliminare e, il 14 giugno 1226, costrinse Isabella (Zabel) a sposare suo figlio Aitone, che così divenne co-regnante (ma il matrimonio fu riconosciuto da Roma solo nel 1237). La coppia ebbe otto figli.

Attorno al 1240 Maria, la sorella di Aitone, sposò Giovanni di Ibelin.
Aitone pose fine all'inimicizia con Antiochia facendo sposare, con l'intervento del re Luigi IX di Francia, la propria figlia Sibilla a Boemondo VI d'Antiochia nel 1254. Antiochia rimase così nella sfera d'influenza armena fino a quando fu distrutta dai Mamelucchi nel 1268.

### Relazioni tra armeni e mongoli

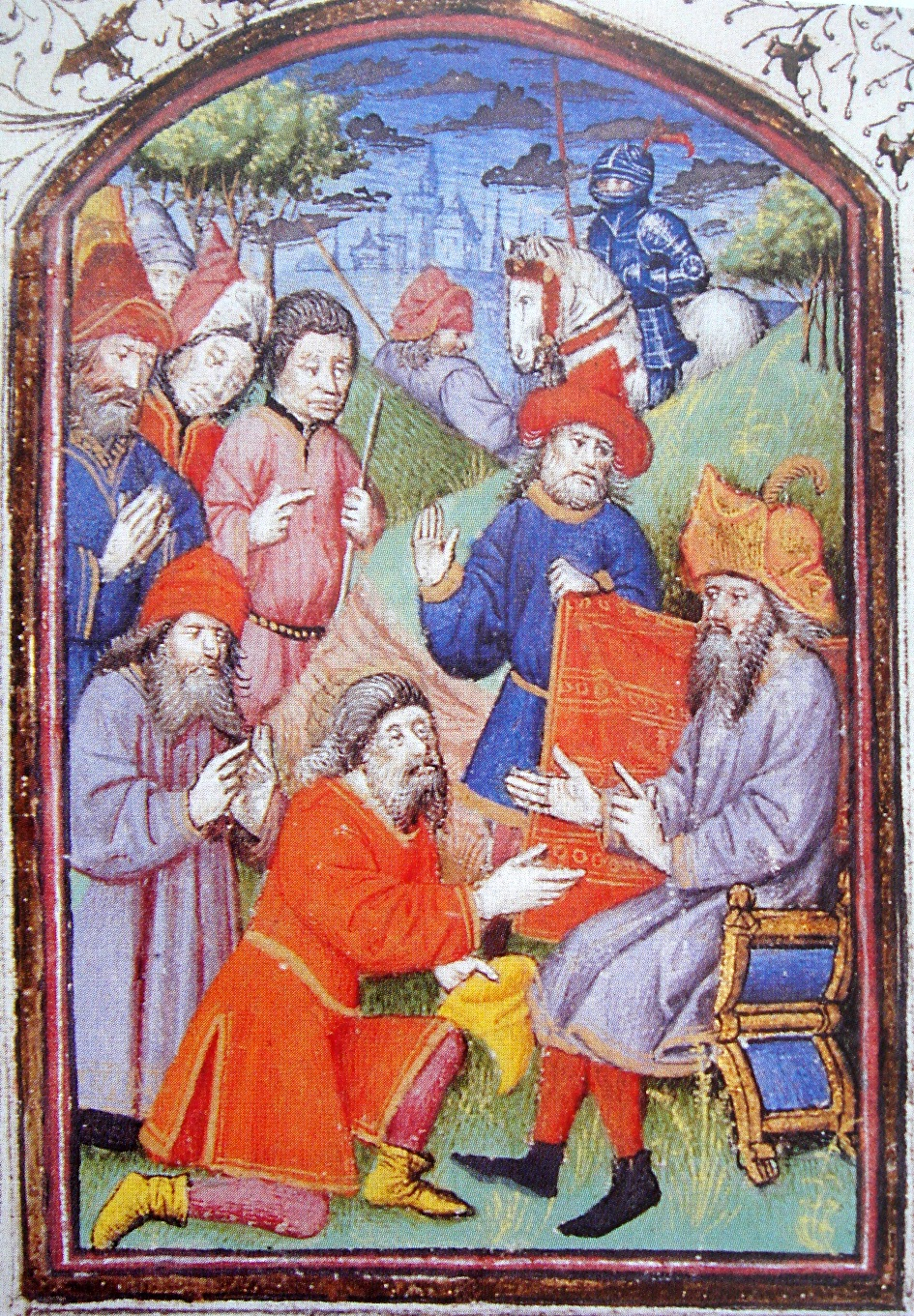
Aitone I (seduto) alla corte mongola di Karakorum, «mentre riceve l'omaggio dei mongoli».
Miniatura dalla "Histoire des Tartars", Aitone da Corico, 1307.

Durante il regno di Aitone I, i Mongoli stavano rapidamente espandendo il loro impero in tutte le direzioni, portandosi in prossimità della Cilicia armena.
Quando i mongoli si avvicinarono ai confini della Cappadocia e della Cilicia, re Aitone prese la decisione strategica di sottomettersi alla sovranità mongola e inviò suo fratello Sempad alla corte mongola di Karakorum, dove Sempad incontrò il Gran Khan Güyük e, nel 1247, fece un formale atto di alleanza o sottomissione contro il comune nemico, i Musulmani.
Nel 1254 Aitone stesso viaggiò attraverso l'Asia centrale fino alla Mongolia per rinnovare l'accordo.
Egli portò molti doni sontuosi ed incontrò Möngke Khan (il cugino di Güyük) a Karakorum.
Il racconto del suo viaggio fu tramandato da un membro del suo seguito, Kirakos Gandzaketsi, con il titolo "Il viaggio di Aitone, re della Piccola Armenia, in Mongolia e ritorno", che fu in seguito tradotto in russo, francese, inglese e cinese.
Il monaco Aitone da Corico, nipote di Aitone, in Hayton. La flor des estoires de la terre d'Orient più tardi scrisse dell'incontro:
Il re Aitone I fu molto contento di questa richiesta e radunò un gran numero di uomini a piedi e a cavallo, perché a quel tempo il Regno di Armenia era in così buone condizioni da poter facilmente schierare 12.000 cavalieri e 60.000 fanti.»
(Hayton, La flor des estoires de la terre d'Orient, circa 1300, Aitone, Documents Arméniens II, p. 170)
Sulla strada del ritorno da Karakorum, Aitone visitò il comandante mongolo Bayju e fu presente nel suo campo per testimoniare la vittoria di Bayju in Anatolia, contro i Selgiuchidi.
La Cilicia armena ingaggiò anche una guerra economica con l'Egitto per il controllo della rotta delle spezie. Truppe georgiane ed armene furono con l'esercito mongolo che conquistò Baghdad nel 1258.
Aitone incoraggiò fortemente i regnanti franchi a seguire il suo esempio sottomettendosi alla sovranità mongola, ma solo suo genero Boemondo VI lo ascoltò, attorno al 1259. Le forze di armene ed antiochene di Boemondo VI d'Antiochia combatterono nell'esercito mongolo al comando di Hulagu Khan, nella conquista della Siria musulmana e nella cattura di Aleppo e Damasco nel 1259-1260.
(Il Templare di Tiro)
Nel settembre 1260 i Mamelucchi egiziani sconfissero i Mongoli nella storica battaglia di Ayn Jalut, dopo la quale i Mongoli persero la Siria fino al 1299-1300, quando la ripresero per pochi mesi.

### Ritiro

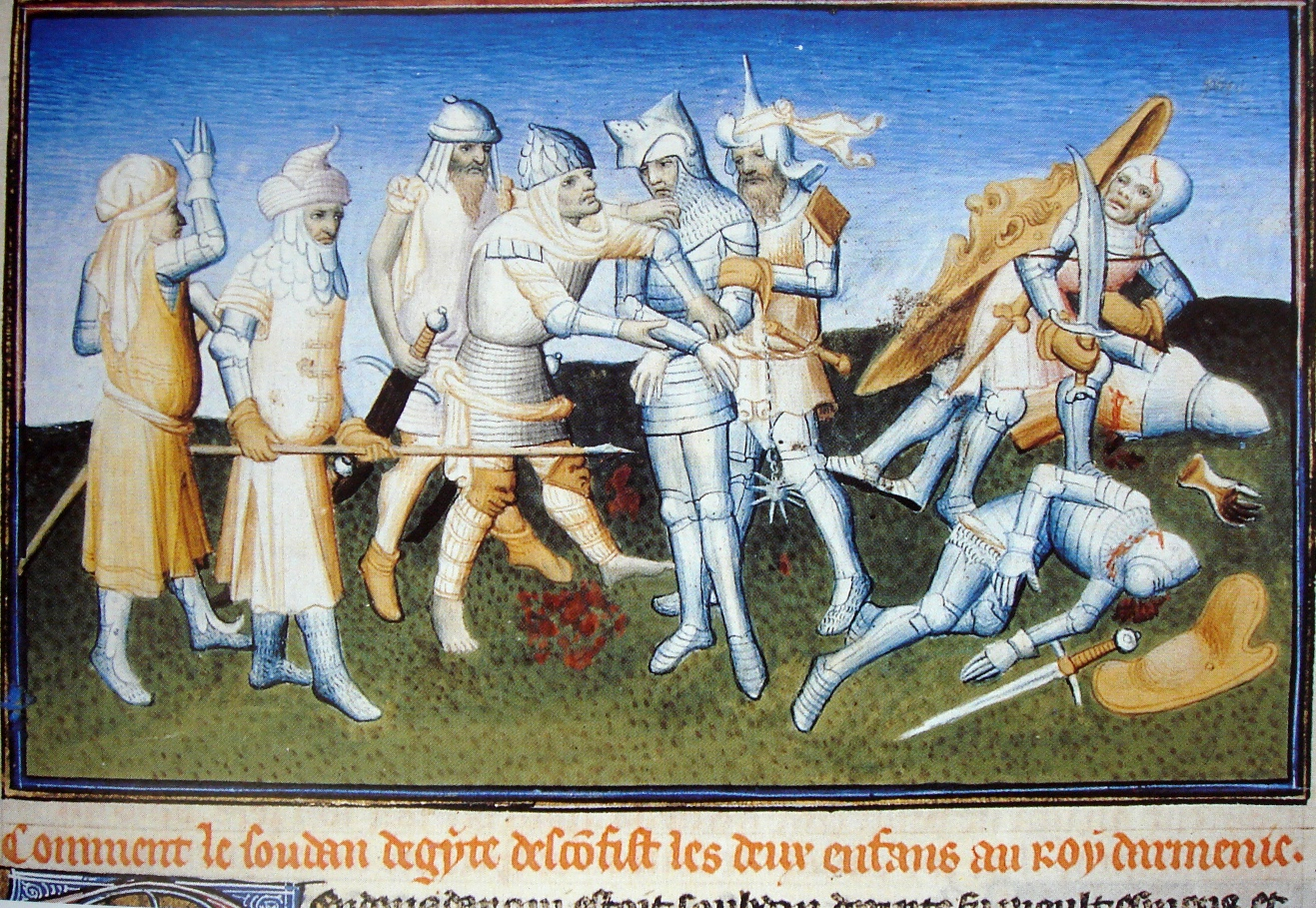
I Mamelucchi uccidono Thoros e catturano Leone nella battaglia di Mari (1266). Miniatura da Il Milione, XV secolo.

Durante gli ultimi anni del regno di Aitone, in conseguenza del suo attivo appoggio ai Mongoli, il regno subì crescenti attacchi dai Mamelucchi.
Nel 1266, mentre Aitone I era presso la corte dei mongoli a chiedere aiuto, i suoi figli Leone e Teodoro combatterono per respingere gli invasori Mamelucchi, guidati da Mansur II e da Qalawun, alla battaglia di Mari.
Teodoro fu ucciso in combattimento e Leone, insieme con 40.000 soldati armeni, fu catturato ed imprigionato.
Il re Aitone, al suo ritorno, per riscattare suo figlio dovette pagare ai Mamelucchi una forte somma di denaro, consegnare loro molte fortezze ed accettare di intercedere presso il sovrano mongolo Abaqa al fine di ottenere la liberazione di parenti del sultano Baybars.

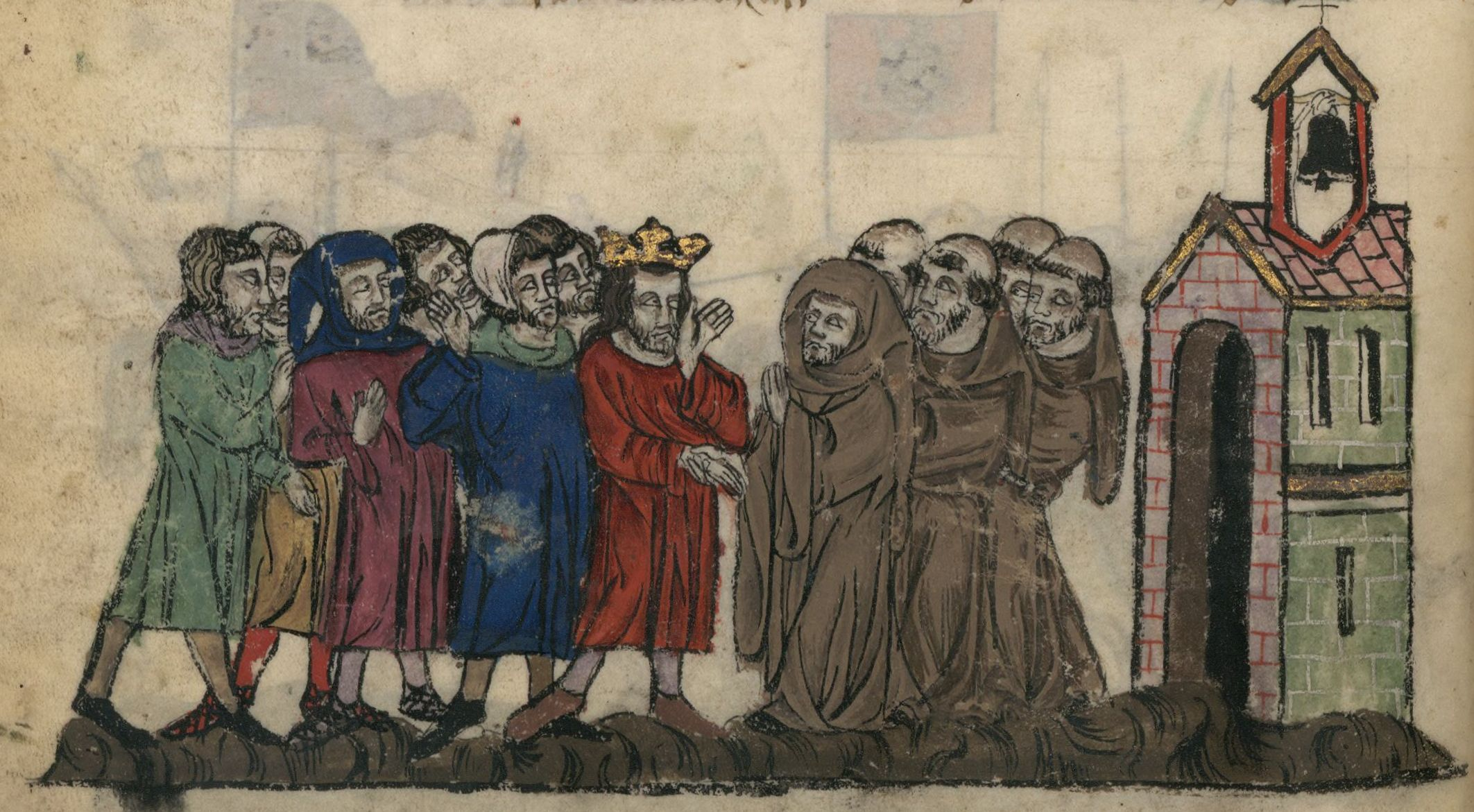
Aitone I entra nell’ordine francescano dopo aver abdicato.

Nel maggio 1268, l'alleato Principato d'Antiochia fu conquistato dagli egiziani.
Aitone abdicò nel febbraio 1269 in favore di suo figlio Leone III e si ritirò in un monastero francescano prendendo il nome di Makarios. Qui morì il 28 ottobre 1270.